# ناتئ سنخي
ناتئ سنخي (بالإنجليزية: Alveolar process)، ويُعرف أيضًا بالعظم السنخي، وهو حرف عظمي سميك يحتوي على تجاويف الأسنان، الأسناخ السنية، ويوجد في عظام الفكين المحتوية على الأسنان. توجد الأسنان عند البشر داخل عظام الفك العلوي والفك السفلي. ويُعرف الجزء المنحني بكل ناتئ سنخي في الفك بالقوس السنخية.

## البنية
يحتل الناتئ السنخي للفك العلوي الحرف الموجود بسطحه السفلي، بينما يحتل ناتئ الفك السفلي الحرف الموجود بسطحه العلوي. ويُعد الناتئ السنخي أكثر عظام الفكين سمكًا.
يوجد بالناتئ السنخي منطقة مكونة من العظم المكتنز (الكثيف) بجوار ألياف الأنسجة الداعمة، وتسمى هذه المنطقة بالصفيحة الصلبة أو القاسية عندما تُرى بالأشعة السينية، وهي المنطقة التي ترتبط بملاط جذور الأسنان بواسطة ألياف الأنسجة الداعمة. تظهر هذه المنطقة بصورة ظليلة للأشعة بشكل موحد عبر التصوير بالأشعة السينية، أي أنها تظهر بصورة فاتحة. تعتبر سلامة تلك الصفيحة الصلبة أمرًا هامًا أثناء فحص صورة الأشعة السينية للأسنان لتحديد وجود أي آفات مرضية.
يحتوي الناتئ السنخي على عظام داعمة، ويتكون كل منهما من نفس المكونات: ألياف، وخلايا، ومواد بين خلوية، وأعصاب، وأوعية دموية، وأوعية لمفية. 
يبطن الناتئ السنخي أسناخ الأسنان. وعلى الرغم من أنه يتكون من عظم مكتنز، يمكن أن يُطلق عليه «الصفيحة المصفوية» نظرًا لاحتوائه العديد من الثقوب التي تعبر خلالها قنوات فولكمان من العظم السنخي إلى ألياف الأنسجة الداعمة. يمكن أن يُطلق على العظم السنخي المخصوص (بالخاصّة) اسم «العظم الحزمي»، وذلك لوجود حزم من ألياف شاربي، وهي جزء من ألياف الأنسجة الداعمة، التي تنغرس بداخله. تنغرس ألياف شاربي في العظم السنخي وملاط جذور الأسنان بزاوية قدرها 90 درجة، أي أنها تكون عمودية عليهما، ولكن يقل عددها في العظم السنخي مقارنةً بعددها في ملاط الأسنان على الرغم من زيادة سُمك هذه الألياف في العظم عنها في الملاط. وكما هو الحال في الملاط الخلوي، توجد ألياف شاربي بالعظم السنخي بصورة متمعدنة كليًا، وتكون متمعدنة جزئيًا فقط عند الأطراف.
يعد العرف السنخي أقرب حافة من العظم السنخي المخصوص لعنق الأسنان. ويوجد العرف السنخي في الحالات السليمة عند موضع ذروي، أي باتجاه ذروة الجذر، بالنسبة للموصل الملاطي المينائي (CEJ) بنحو 1.5 إلى 2 ملليمتر تقريبًا. وتتموضع الأعراف السنخية للأسنان المتجاورة على نفس المستوى بطول الفك في الحالات السليمة.
يتكون العظم السنخي الداعم من عظم قشري وعظم تربيقي. ويتكون العظم القشري، أو الصفائح القشرية، من صفائح من العظم المكتنز موجودة على سطحي الفك؛ السطح الوجهي والسطح اللساني. يبلغ سُمك هذه الصفائح القشرية نحو 1.5 إلى 3 ملليمترات تقريبًا عند الأسنان الخلفية، ولكن يختلف سمك هذه الصفائح بشكل كبير عند الأسنان الأمامية. يتكون العظم التربيقي من عظم إسفنجي موجود بين العظم السنخي المخصوص وصفيحتي العظم القشري. يُعرف العظم السنخي الموجود بين الأسنان المتجاورة باسم الحاجز بين السني، أو العظم بين السني.

## التكوين

### الجزء غير العضوي
يحتوي العظم السنخي على مواد غير عضوية بنسبة 67% وفقًا للوزن. وتتكون هذه المواد غير العضوية من أملاح الكالسيوم والفوسفات بشكل رئيسي. وغالبًا ما يتخذ المحتوى المعدني للعظم شكل بلورات هيدروكسيل أباتيت الكالسيوم.

### الجزء العضوي
تتكون النسبة الباقية من العظم السنخي، وهي 33%، من مواد عضوية. وتتكون هذه المواد العضوية من مواد كولاجينية ومواد غير كولاجينية. ويضم المحتوى الخلوي للعظم كل من: الخلايا البانية للعظم، والخلايا الكاسرة للعظم، والخلايا العظمية.
- تأخذ الخلايا البانية للعظم شكل مكعبي ممدود إلى حد ما. تنتج هذه الخلايا كل من البروتينات العظمية الكولاجينية وغير الكولاجينية. وتحتوي على مستويات عالية من الفوسفاتاز القلوي على السطح الخارجي لغشائها الخلوي. تكمن وظيفة الخلايا البانية للعظم في تكوين العظم عن طريق إنتاج القالب العضوي له، والحفاظ على الاتصال بين الخلايا وبعضها، والحفاظ على القالب العظمي.
- تُعد الخلايا العظمية خلايا معدلة من نوع الخلايا البانية للعظم إذ إنها تُحاصر داخل الجَوْبات (الأفضية) أثناء إفرازها للقالب العظمي. توجد ذيول لهذه الخلايا تشكل قُنَيَّات تخرج من كل جَوْبَة. وتستخدم هذه القنيات في إمداد الخلايا العظمية بالأكسجين والمغذيات من الدم، وللتخلص من الفضلات الناتجة عن عمليات الأيض لهذه الخلايا.
- تعد الخلايا الكاسرة للعظم من نوع الخلايا العملاقة متعددة الأنوية. وتوجد هذه الخلايا داخل جوبات هاوشب.

## الأهمية السريرية

### فقدان العظم السنخي
يُفقد العظم نتيجة لعمليات الارتشاف العظمي بواسطة الخلايا كاسرة العظم التي تحلل أنسجته الصلبة. يعتبر وجود مناطق تآكل بالعظم ذات حواف دائرية أهم المؤشرات على الارتشاف العظمي. وتُعرف هذه المناطق أيضًا بجوبات هاوشب. تستمر مرحلة الارتشاف على مدى حياة الخلية الكاسرة للعظم، والتي تبلغ نحو 8 إلى 10 أيام. يمكن أن تستأنف الخلايا الكاسرة للعظم دورةً جديدة من الارتشاف العظمي بعد انتهاء مرحلة الارتشاف، أو تنفذ عملية الاستماتة، وهي عملية الموت المبرمَج للخلية. تبدأ مرحلة الترميم عقب مرحلة الارتشاف مباشرةً وتستمر على مدار ثلاثة أشهر. يستمر الالتهاب عند المصابين بأمراض النسج الداعمة للسن فترة أطول أثناء مرحلة الترميم، ويمكن أن يغطي ارتشاف العظم على تكوين العظم خلال هذه المرحلة عند هؤلاء المرضى. وتكون المحصلة هنا فقدان الناتئ السنخي.
يرتبط فقدان العظم السنخي بأمراض نسج السن الداعمة بشكل كبير. وتشمل أمراض النسج الداعمة للسن التهاب اللثة. اقترحت الدراسات في مجال علم المناعة العظمية نموذجين لفقدان العظم السنخي. ينص النموذج الأول أن الالتهاب يحدث بسبب الكائنات الدقيقة المُمرِضة لدواعم السن والتي تنشط الجهاز المناعي المكتسب ليثبط من تعاقب عمليتي الارتشاف والبناء العظمي من خلال الحد من عمليات تكوين العظم الجديد بعد حدوث الارتشاف العظمي. وينص النموذج الثاني أن انقسام السيتوبلازم يمكن أن يثبط من تمايز الخلايا البانية للعظم وبالتالي يحد من تكوين العظم الجديد. وتكون المحصلة هنا أيضًا فقدان الناتئ السنخي.

### الاضطرابات النمائية
يمكن أن يؤثر الاضطراب النمائي المعروف بانعدام الأسنان–نقص الأسنان في حالة انعدام سن واحد– والتي تكون البراعم السنية مفقودة فيه منذ الولادة، على نمو الناتئ السنخي. يمكن أن يمنع هذا الاضطراب نمو الناتئ السنخي للفكين؛ العلوي، والسفلي. يستحيل نمو الناتئ السنخي بشكل سليم في مثل هذه الحالات لأن الوحدات السنخية في كلا الفكين تنشأ نتيجة لوجود البراعم السنية في هذه المنطقة.

### المرضيات
يملأ العظم غير الناضج التجلط الموجود في السنخ الخاص بكل سنة بعد قلعها، ويتجدد هذا العظم بعد ذلك إلى عظم ثانوي ناضج. ومع ذلك، يحدث ارتشاف بالعظم السنخي عند الفقدان الكلي أو الجزئي للأسنان. ولكن لا يتأثر العظم القاعدي لجسمي الفك العلوي والفك السفلي بشكل كبير؛ لأنه لا يستلزم وجود الأسنان به ليحافظ على حيويته. يؤدي فقدان الناتئ السنخي، مقترنًا مع انسحال الأسنان، إلى نقص في ارتفاع الثلث السفلي من البُعد العمودي للوجه عندما تكون الأسنان في وضعية التشابك الحدبي الأعظمي. يُحدَّد مدى هذا النقص عن طريق الكشف السريري على المريض وفقًا للنسبة الذهبية.
تحدد أيضًا كثافة العظم السنخي في منطقة معينة الاتجاه الذي تنتشر فيه العدوى السنية لتكوين الخراج السني، بالإضافة إلى تحديد كفاءة الارتشاح للمخدر الموضعي عند استخدامه. يمكن أن تُستخدم الاختلافات في كثافة الناتئ السنخي أيضًا في تحديد أسهل المناطق المناسبة التي يمكن أن يُكسر العظم فيها عند الحاجة، وذلك خلال جراحات قلع الأسنان المنطمرة.
يحدث فقدان موضعي أيضًا للأنسجة العظمية في الأمراض المزمنة التي تصيب الأنسجة الداعمة للسن مثل التهاب الأنسجة الداعمة.

## معرض صور

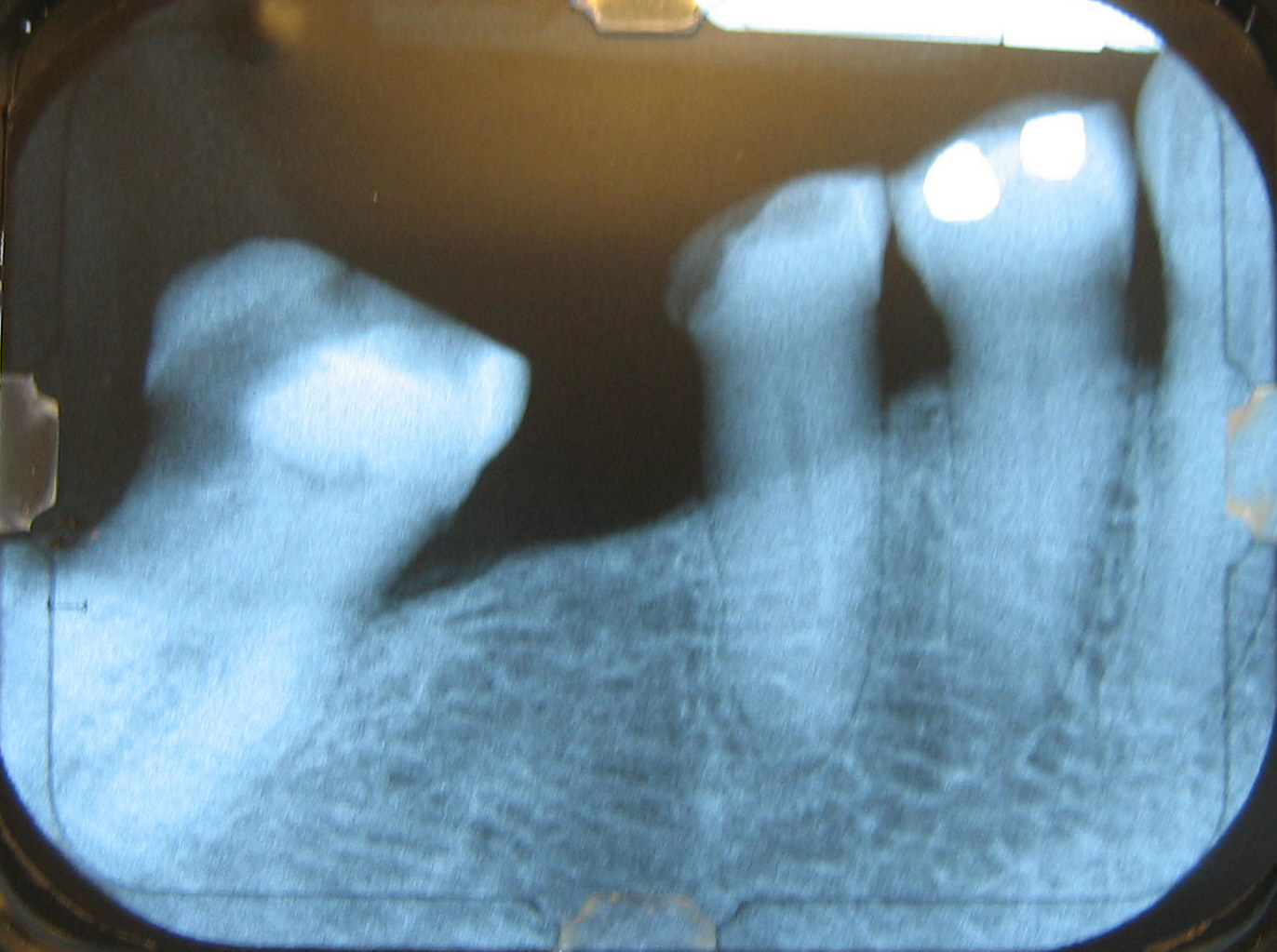
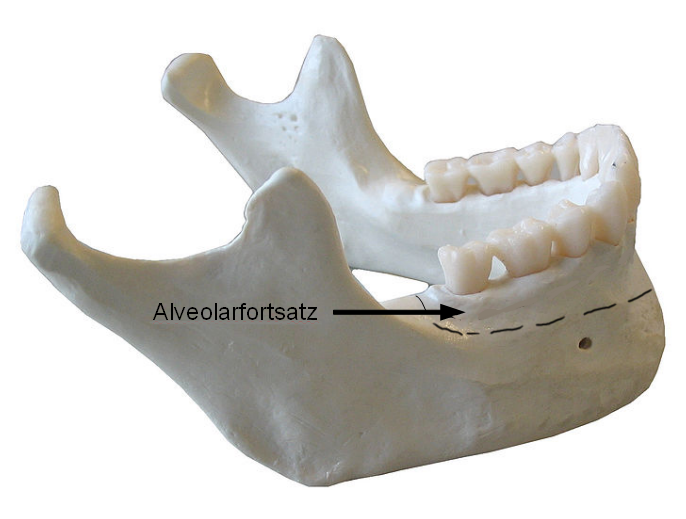
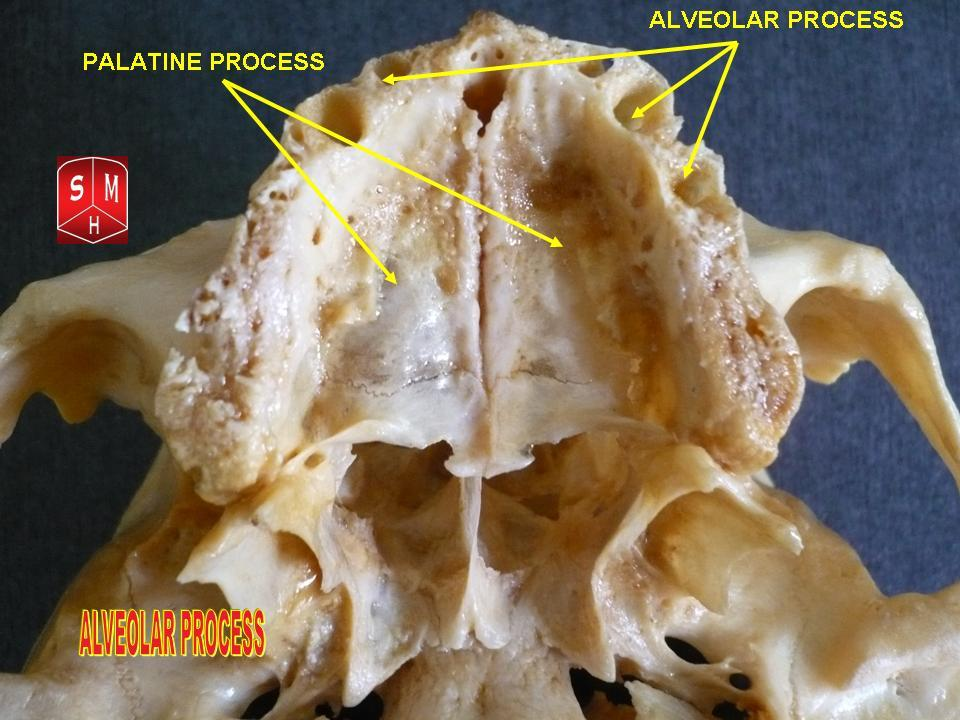
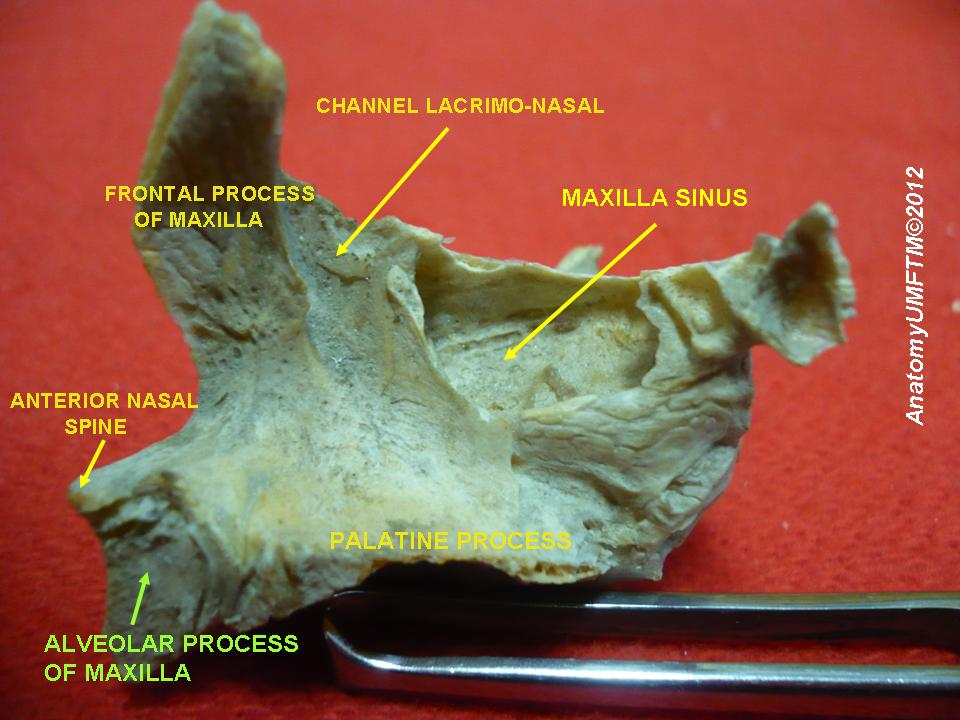